# سودلون
سودلون هي بلدية بdistrict of Borken في الجزء الشمالي الشرقي بشمال الراين-وستفاليا، ألمانيا. تقع على يمين حدود هولندا، حوالي 10 كم شرق فينترسفايك.